# Viscacha
Die oder das Viscacha (Lagostomus maximus), in Abgrenzung zu den Hasenmäusen oder Bergviscachas auch verdeutlichend Flachland-Viscacha genannt, ist eine Nagetierart aus der Familie der Chinchillas (Chinchillidae). Es sind in Südamerika lebende Tiere mit bis zu 8 Kilogramm Gewicht, die in Gruppen unterirdische Baue bewohnen.

## Merkmale
Viscachas sind stämmig gebaute Tiere mit wuchtigem Kopf. Sie erreichen eine Kopfrumpflänge von 47 bis 66 Zentimeter, wozu noch ein 15 bis 20 Zentimeter langer Schwanz kommt. Mit 2 bis 4,5 Kilogramm sind die Weibchen deutlich leichter als die Männchen, die 5 bis 8 Kilogramm wiegen. Die Fellfärbung variiert an der Oberseite mit dem Lebensraum von hellbraun in sandigen Regionen bis zu dunkelgrau, der Bauch ist weiß. Das Unterfell ist sehr weich, die Deckhaare hingegen dunkel und rau. Die Vorderbeine sind kurz und enden in vier biegsamen Zehen; die Hinterbeine sind länger und sehr muskulös, sie tragen jeweils drei mit kräftigen Krallen ausgestattete Zehen.
Der massive Kopf ist durch zwei auffällige schwarze Querstreifen charakterisiert, von denen der obere über die Augen und der untere über die Nase führt. Der Bereich dazwischen ist weiß gefärbt, ebenso die Wangen und ein kurzer Streifen über jedem Auge, ein gestreiftes Gesicht ist bei Nagetieren ungewöhnlich. Die Zahnformel lautet wie bei allen Meerschweinchenverwandten I1-C0-P1-M3, insgesamt also 20 Zähne. Die Schneidezähne sind wie bei allen Nagetieren zu wurzellosen Nagezähnen umgebildet, die Backenzähne sind wie bei allen Chinchillas ebenfalls wurzellos.
Viscachas zählen zu den Nagetieren mit dem auffälligsten Geschlechtsdimorphismus.

## Verbreitung und Lebensraum
Viscachas leben in den Grasländern des südlichen Südamerikas. Ihr Verbreitungsgebiet umfasst den Süden Boliviens, den Westen Paraguays und die nördlichen und mittleren Regionen Argentiniens.

## Lebensweise

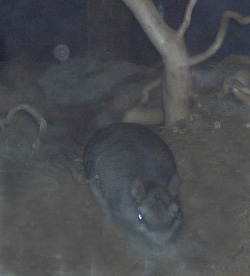
Viscachas sind nachtaktiv

### Viscachabaue
Viscachas leben in Gruppen in großen unterirdischen, selbstgegrabenen Bauen. Sie graben mit den Vorderpfoten und schieben die Erde entweder mit den Hinterbeinen nach hinten oder mit der Nase nach oben. Der Nasenspiegel (Rhinarium) ist behaart und gefaltet und vermeidet damit das Eindringen von Erde in die Nase. Viscachabaue (auf Spanisch vizcachera) sind sehr groß und komplex und bestehen aus zahlreichen Tunneln, Kammern und Querverbindungen. Die Baue können eine Fläche von 600 Quadratmetern umfassen und bis zu 30 Eingänge haben. Die Eingänge werden mit Stecken, Knochen, Steinen, getrockneten Kuhfladen oder ähnlichem gekennzeichnet.
Viscachabaue dienen auch anderen Tieren als Lebensraum, zum Beispiel Insekten, Kröten, Echsen, Schlangen oder Skunks. Es sind drei Vogelarten bekannt, die darin brüten: der Kaninchenkauz, der Patagonienerdhacker (Geositta cunicularia) und die Schwarzsteißschwalbe (Notiochelidon cyanoleuca). Auch Pampasfüchse und Abgottschlangen leben manchmal in den Bauen und machen Jagd auf die Tiere.

### Sozial- und Territorialverhalten
Viscachas haben ein ausgeprägtes Sozialverhalten. Sie leben in Gruppen von 15 bis 30 Tieren zusammen, die aus einem bis drei Männchen, etlichen Weibchen und deren Nachwuchs bestehen. Viscachagruppen werden von den Weibchen dominiert, die zeitlebens in ihrem Bau bleiben und eine matriarchale Rangordnung etablieren.
Die Männchen verlassen nach der Paarungszeit oft freiwillig die Gruppe oder werden von Konkurrenten vertrieben. Insbesondere zur Zeit der Geburt der Jungtiere sind die Männchen vom Hauptbau entfernt und leben zu dieser Zeit in abgelegenen „Satellitenbauten“. Zur Paarungszeit versuchen die Männchen, wieder Eingang in die Gruppe zu finden, es sind aber meist nicht die gleichen Männchen wie zuvor. Oft tragen die Männchen heftige Kämpfe untereinander um das Zugangsrecht zum Bau aus. Nahezu alle männlichen Tiere tragen Narben von diesen Kämpfen. Gelegentlich kommt es auch zu Todesfällen. Haben sich ein paar Männchen allerdings erstmal im Bau eingenistet, leben sie friedlich nebeneinander.
Eine Gruppe bewohnt ein Gebiet von rund 1 bis 4 Hektar Fläche. Die Männchen markieren das Revier mit Urin oder dem Sekret von Duftdrüsen im Gesicht. Die Grenzen des Territoriums werden zwar nicht verteidigt, gruppenfremde Tiere aber vehement von den Baueingängen verjagt.

### Aktivitätszeiten und Fortbewegung
Viscachas sind nachtaktiv und verlassen den Bau am Abend. Nach einer kurzen Zeit der Fellpflege und des Wälzens im Staub begeben sie sich auf Nahrungssuche. Dabei teilen sich die Bewohner eines Baus oft in mehrere Gruppen auf; außer im Winter sind die Männchen dabei meist allein unterwegs. Die Zusammensetzung dieser Gruppen zur Nahrungssuche ist flexibel und kann in einer Nacht mehrmals wechseln. Manchmal rasten die Tiere außerhalb des Baus oder kehren kurz dorthin zurück.
Im Bedrohungsfall stößt ein Männchen einen Warnruf aus, der manchmal von anderen Tieren oder sogar von benachbarten Gruppen aus anderen Bauen wiederholt wird. Dann versuchen die Tiere, in ihren Bau zurückzulaufen. Dabei können sie eine Geschwindigkeit von 40 Kilometern pro Stunde erreichen oder sie versuchen, mit bis zu 3 Meter weiten Sprüngen und scharfen Haken den Angreifer abzuschütteln.
Mit der nächtlichen Lebensweise entgehen sie der sommerlichen Hitze des Tages.

### Ernährung
Ihre Nahrung ist rein pflanzlich und besteht vorwiegend aus Samen und Gräsern. Untersuchungen ergaben, dass besonders Teile des Zwerg-Schneckenklees (Medicago minima) und des Gewöhnlichen Reiherschnabels (Erodium cicutarium) aufgenommen werden. Im Bedarfsfall nehmen sie jedoch auch jede Art von Vegetation zu sich. Die Nahrung wird stets gleich an Ort und Stelle verzehrt und nicht im Bau gelagert.

### Fortpflanzung

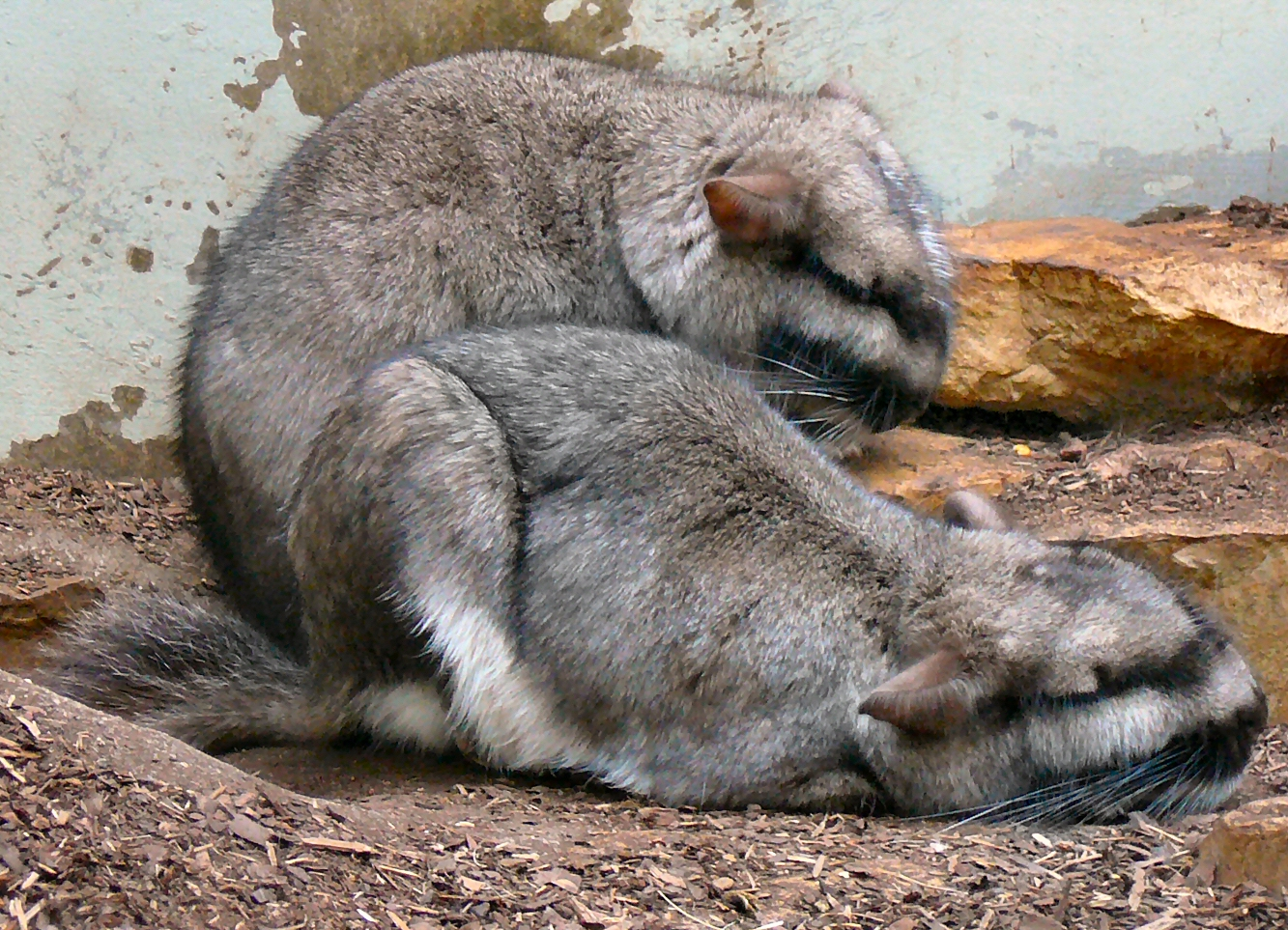
Ruhende Viscachas in der Wilhelma in Stuttgart

Im wärmeren Norden ihres Verbreitungsgebietes können die Weibchen zwei Würfe im Jahr austragen. Die Fortpflanzung kann das ganze Jahr über erfolgen. Im Süden (etwa in Zentralargentinien) gibt es eine feste Paarungszeit zwischen März und Mai und nur einen Wurf im Jahr.
Einzigartig ist die Physiologie der Reproduktion. Es kommt zu einer Hyperovulation, dem gleichzeitigen Heranreifen von 200 bis 800 Eizellen. Nach einer Verzögerung der Nidation von bis zu 18 Tagen nisten sich bis zu fünf Blastozysten in jedes Horn der paarigen Gebärmutter ein; bis auf die äußersten werden aber alle Embryonen wieder absorbiert.
Nach einer Trächtigkeitsdauer von rund 154 Tagen (einschließlich der 18 Tage verzögerter Einnistung) bringt das Weibchen eins bis vier (im Schnitt zwei) Jungtiere zur Welt. Die Neugeborenen sind Nestflüchter, relativ groß (rund 200 Gramm) und behaart. Frühestens nach drei, meist aber erst nach mehreren Wochen werden die Jungtiere entwöhnt. Weibchen erreichen die Geschlechtsreife mit sieben bis acht, Männchen mit rund 15 Monaten. Das höchste bekannte Alter einer Viscacha in menschlicher Obhut betrug neun Jahre.

## Viscachas und Menschen
Viscachas werden von der betroffenen Bevölkerung als Schädlinge angesehen, da ihre Baue oft die Felder verwüsten und das Weidevieh gelegentlich darin einbricht und sich dadurch Beinverletzungen zuzieht. In Argentinien wird ihr Fleisch oft gegessen, für die Fellnutzung → Viscachafell. Eine Bedrohung stellt die Umwandlung ihres Lebensraumes in landwirtschaftlich genutzte Flächen dar.
Viscachas sind aus einem Teil ihres Verbreitungsgebietes verschwunden, insbesondere aus den intensiv landwirtschaftlich genutzten Regionen Argentiniens. Insgesamt zählt die Art allerdings nicht zu den bedrohten Tierarten.
Flachland-Viscachas werden in Deutschland seit der Haltungsaufgabe in Stuttgart 2015 nur noch im Tiergarten in Schönebeck (Heimattiergarten Bierer Berg) gehalten. Äußerst erfolgreich in der Zucht der Tiere ist der Zoo Zürich. In Europa existierten 2017 mit dem Zoo delle Maitine in Italien und dem Amazon World Zoo Park in Großbritannien lediglich zwei weitere bekannte Halter.

## Systematik

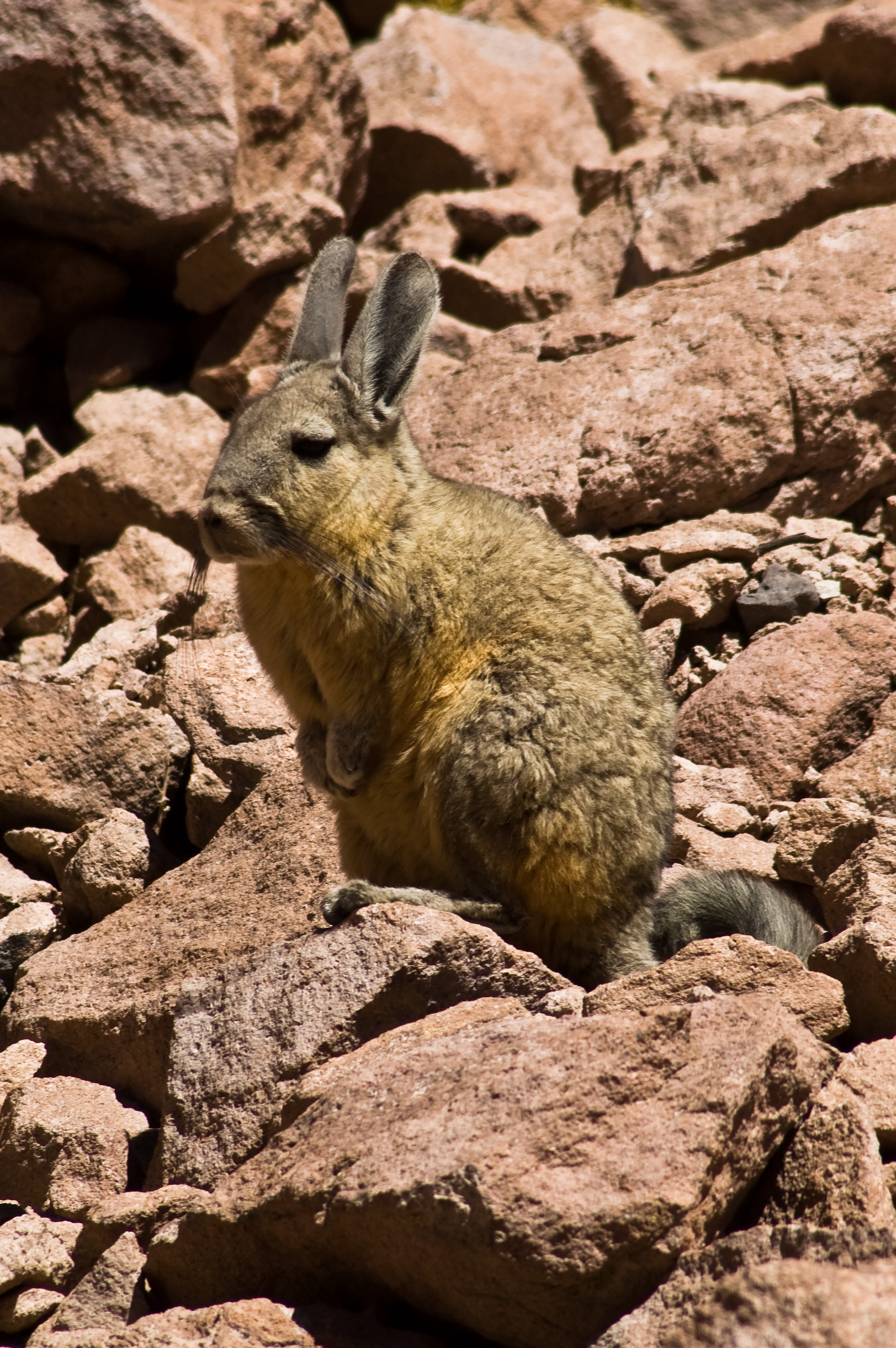
Die Hasenmäuse oder Bergviscachas sind Verwandte der Flachland-Viscacha

Die Viscacha bildet mit den vier Arten der Hasenmäuse oder Bergviscachas (Lagidium) und den zwei Arten der Eigentlichen Chinchillas (Chinchilla) die Familie der Chinchillas (Chinchillidae) innerhalb der Nagetiere. Trotz ihres Namens sind allerdings die Bergviscachas näher mit den eigentlichen Chinchillas als mit den (Flachland-)Viscachas verwandt.
Innerhalb der Viscacha werden drei Unterarten unterschieden: Lagostomus maximus immolis im Norden, L. m. maximus im mittleren Teil und L. m. petilidens im Süden des Verbreitungsgebietes. Die Unterarten unterscheiden sich unter anderem in Fellfärbung und Schädelbau, genaue Verbreitungsgrenzen sind aber nicht bekannt.
1910 wurde anhand eines Schädelfundes aus Peru eine zweite, allerdings ausgestorbene Viscachart mit dem wissenschaftlichen Namen Lagostomus crassus beschrieben. Der Fundort liegt über 1000 Kilometer nördlich des nördlichsten Verbreitungsgebietes des Viscachas, der Schädel war noch nicht fossiliert, muss also relativ jungen Datums gewesen sein. In seinen Ausmaßen gleicht der Schädel dem der Viscacha, ansonsten gibt es keine Hinweise auf diese mysteriöse Art. John Jackson et al. (1996) halten es für denkbar, dass es sich dabei einfach um eine nach Peru gebrachte Viscacha gehandelt haben könnte; Wilson und Reeder (2005) hingegen erkennen L. crassus als eigene Art an.